# 开始推理吧 (第二季)
《開始推理吧》第二季（英語：The Truth 2）是騰訊視頻於2024年推出的沉浸式劇情推理綜藝，是《開始推理吧》系列節目的第二季。節目固定成員為白宇、迪麗熱巴、劉宇寧、张凌赫、周柯宇。節目序篇於2024年4月18日播出，並於5月2日播出第一期；5月2日起在每週四、五中午12點播出，週六至週一中午另播出加更&衍生。

## 節目形式
- 本季推理團將穿越到推鎮的四個時空探索。
- 每期六個玩家將分為四個嫌疑人和兩個推探進行探案，真凶隱藏在嫌疑人中。
- 本季加入全新玩法，作為真兇的玩家如果通過某個考驗，則他可以在兩位推探之中選擇一人將其黑化為X，X的任務是在接下來的探案過程中努力幫助真凶逃脫。
- 遊戲勝利條件，探案結束後玩家進行真凶投票，如果真凶的票數低於其他嫌疑人，則真凶與X獲得金鑰匙，反之其他投對的玩家獲得金鑰匙。

## 節目成員

### 推理團成員
推理團名為「赫麗摸宇推理團」，成員為五位固定嘉賓。
| 姓名     | 出生日期               | 案件嫌疑人       | 金鑰匙數量 |
| -------- | ---------------------- | ---------------- | ---------- |
| 白宇     | 1990年4月8日（35歲）   | 1、3、4、5、7、9 | 5          |
| 迪麗熱巴 | 1992年6月3日（33歲）   | 1、2、3、4、8、9 | 3          |
| 劉宇寧   | 1990年1月8日（35歲）   | 4、5、6、7、8    | 3          |
| 张凌赫   | 1997年12月30日（27歲） | 1、2、3、6、8、9 | 4          |
| 周柯宇   | 2002年5月17日（23歲）  | 2、5、6、7、9    | 4          |

### 特邀嘉賓
| 姓名 | 出生日期               | 參與案件 | 金鑰匙數量 |
| ---- | ---------------------- | -------- | ---------- |
| 王迅 | 1974年11月27日（50歲） | 1-4      | 2          |
| 金靖 | 1992年12月23日（32歲） | 5-8      | 1          |

## 節目內容
| 故事年代 | 案件   | 主题                 | 播出日期 （2024年） | 嘉賓   | 推探              | 受害者     | 嫌疑人                              | 真凶        | 最终结果                                                                            | 备注   |
| -------- | ------ | -------------------- | ------------------- | ------ | ----------------- | ---------- | ----------------------------------- | ----------- | ----------------------------------------------------------------------------------- | ------ |
| 不適用   | 序     | 先导片               | 4月18日             | 王迅   | 不適用            | 不適用     | 不適用                              | 不適用      | 不適用                                                                              | [ 4 ]  |
| 1924     | 第一期 | 驚夜推樂門           | 5月2日              | 王迅   | 寧少帥 柯少帥     | 樂爺       | 白有裁 巴麗 赫少帥 王傳說           | 王傳說      | 推理成功 柯少帥、白有裁及巴麗投王傳說； 其餘成員投巴麗                              | [ 5 ]  |
| 1924     | 第二期 | 神秘推老匯           | 5月9－10日          | 王迅   | 寧少帥 白有裁     | 推神秘     | 巴麗 赫少帥 柯目三 王傳說           | 柯目三      | 推理成功 寧少帥及柯少帥投赫少帥； 其餘成員投柯少帥                                  | [ 6 ]  |
| 1988     | 第三期 | 年會"卷"不停         | 5月16－17日         | 王迅   | 寧船長 柯粒度     | 托馬斯     | 白買 巴姐 赫克服 王卷王             | 白買        | 推理失敗 柯粒度、巴姐投白買； 赫克服投王卷王； 其餘成員投赫克服                     | [ 7 ]  |
| 1988     | 第四期 | 走不出的忙活街       | 5月23－24日         | 王迅   | 赫克服 柯粒度     | 巴弟       | 白買 巴姐 寧船長 王卷王             | 寧船長      | 推理成功 寧船長、赫克服投巴姐； 巴姐投王卷王； 其餘成員投寧船長                     | [ 5 ]  |
| 2004     | 第五期 | 推藝怪談之血櫃疑雲   | 5月30－31日         | 金靖   | 赫頂紅 巴自美     | 紫道樂 TYP | 白洋作 寧好 柯道樂 金絲雀           | 柯道樂 寧好 | 推理失敗 白洋作、赫頂紅投柯道樂、金絲雀； 巴自美投柯道樂； 其餘成員投柯道樂、白洋作 | [ 8 ]  |
| 2004     | 第六期 | 推藝怪談之午夜的詛咒 | 6月6－7日           | 金靖   | 白洋作 巴自美     | 芮思拜     | 寧好 赫頂紅 柯道樂 金絲雀           | 金絲雀      | 推理失敗 白洋作投柯道樂； 寧好、柯道樂投赫頂紅； 其餘成員投寧好                     | [ 8 ]  |
| 2004     | 第七期 | 推藝怪談之奪命藝術展 | 6月13－14日         | 金靖   | 赫頂紅            | 巴自美     | 白洋作 寧好 柯道樂 金絲雀           | 柯道樂      | 推理失敗 寧好投柯道樂； 其餘成員投寧好                                              | [ 8 ]  |
| 2048     | 第八期 | 致命AI               | 6月20－21日         | 金靖   | 小白同學 小柯同學 | 推AI       | 小巴同學 小寧同學 小赫同學 小金同學 | 小赫同學    | 推理失敗 小巴同學投小赫同學； 其餘成員投小巴同學                                    | [ 9 ]  |
| 2036     | 第九期 | 驚夢娃娃館           | 6月27－28日         | 無     | 寧慢走            | 推手       | 白噪音 巴比 赫禮 柯學家             | 赫禮        | 推理失敗 白噪音投巴比； 其餘成員投白噪音                                            | [ 10 ] |
| 2048     | 第十期 | 推鎮的秘密           | 7月4日              | 不適用 | 不適用            | 不適用     | 不適用                              | 不適用      | 不適用                                                                              | [ 11 ] |
| 不適用   | 第十期 | 收官宴               | 7月5日              | 不適用 | 不適用            | 不適用     | 不適用                              | 不適用      | 不適用                                                                              | [ 11 ] |

## 外部連結
- 官方网站
- 开始推理吧的新浪微博
- 豆瓣电影上《开始推理吧》的資料 （简体中文）